# Stéphane Mandelbaum
Pour les articles homonymes, voir Mandelbaum.
Stéphane Mandelbaum, né à Bruxelles le 8 mars 1961 et mort en décembre 1986 sur les hauteurs de Beez, dans la banlieue de Namur (Belgique), est un peintre et dessinateur néo-expressionniste belge.

## Biographie
Fils du peintre Arié Mandelbaum et de l'illustratrice Pili Mandelbaum, Stéphane Mandelbaum montre très jeune des dispositions exceptionnelles pour le dessin. Une forte dyslexie amène ses parents à le placer, de 12 à 18 ans, au Snark, une école expérimentale dans laquelle il va apprendre à écrire. Il entre ensuite à l’académie d’art de Watermael-Boitsfort, où il aura pour professeur Lucien Braet, puis en 1979 à l’école des arts d’Uccle, où il rencontrera le peintre Paul Trajman et où il s’initiera à la gravure.
À ce moment correspond une profonde transformation physique : l’enfant frêle devient un jeune homme charismatique, qui discipline son corps à travers des sports de combat et ne cesse de dessiner de façon compulsive. Il s’installe dans le quartier de Saint-Gilles, à Bruxelles, apprend le yiddish et s'intéresse à ses racines juives.
Fasciné par les grandes figures de la transgression et par leur vie violente, il dessine ou peint de façon répétitive les portraits de Francis Bacon, Pier Paolo Pasolini, Arthur Rimbaud ou Pierre Goldman, ainsi que des nazis célèbres comme Joseph Goebbels. Il exécute aussi, en 1983, deux tableaux particulièrement subversifs, intitulés Rêve d’Auschwitz, dans lesquels il confronte des scènes érotiques à la représentation de l’entrée du camp de concentration.
Mandelbaum est également fasciné par les voyous et la pègre. Son ami, le peintre Paul Trajman, raconte : « il y avait le Stéphane du jour et le Stéphane nocturne ». Il fréquente le quartier de Matonge, épouse Claudia, une jeune Zaïroise, dédie sa première exposition à un célèbre trafiquant noir. À partir de ce moment, il est mêlé à diverses affaires, dont la plus célèbre est le vol d’un Modigliani, dans un appartement de l’avenue Louise, en 1986, qui lui sera fatale. Devenu menaçant car le commanditaire refuse de lui remettre sa part, il est assassiné par ses complices au mois de décembre 1986 et abandonné, à demi défiguré par l’acide, dans un terrain vague de la banlieue de Namur. Son corps ne sera retrouvé que plus d’un mois plus tard par des enfants.

## Œuvre
L’œuvre de Stéphane Mandelbaum, essentiellement dessiné, s’apparente au courant néo-expressionniste : portraits très expressifs, réalisme poussé jusqu’à la caricature, violence du trait aussi bien que des thèmes. L’un de ses premiers tableaux, réalisé à l'âge de quinze ans, est un autoportrait de l'artiste pendu à un crochet et dont le sexe est mutilé. Il se représente également avec ses frères sous la crosse d’un saint Nicolas nazi. Des dessins de grandes dimensions proposent des portraits de Goebbels ou de Röhm. Violence, humour et outrance caractérisent ses plus grandes œuvres dont l’inspiration est à trouver essentiellement du côté de Bacon et des artistes expressionnistes d’avant-guerre : Otto Dix et George Grosz.
On a aussi parlé de Jean-Michel Basquiat à son propos — artiste très exactement contemporain dont il ne pouvait connaître le travail, en raison de sa pratique d’un dessin basé sur l’inventaire, la juxtaposition, la citation détournée dans une véritable écriture de la page blanche. On peut aussi penser dans sa production quotidienne de petits formats (A4), journal crypté mêlant réel et imaginaire, à la pratique de l’art brut.
Le catalogue raisonné est en préparation par l'Association Stéphane Mandelbaum. Sa dernière oeuvre réalisée connue est un portrait de son ami et artiste Paul Trajman, daté de 1986.

### Quelques œuvres
Parmi ses œuvres les plus notables :
- Autoportrait, 1976 ;
- Pier Paolo Pasolini et Christ, 1980 ;
- L’Empire des sens, 1981 ;
- Kischmatores !, portrait de son père Arié Mandelbaum), 1982, mine graphite, crayon de couleur et collage sur papier, 150 x 118 cm, coll. Poznanski (Bruxelles).
- Mickey et Himmler, 1983 ;
- Rêve d’Auschwitz, 1983.

## Expositions personnelles
- 1982 
  - Dessins (Librairie l’Île lettrée, Virton)
- 1985
  - Dessins (Christine Colmant Art Gallery, Bruxelles)
  - Dessins et stylos à bille (Galerij Hugo Godderis, Furnes)
- 1987 
  - Dessins et stylos à bille (Christine Colmant Art Gallery, Bruxelles)
- 1988
  - Rétrospective (Le Botanique - Centre culturel de la Communauté française de Belgique, Bruxelles)
  - L'œuvre gravé (Christine Colmant Art Gallery, Bruxelles)
  - L'œuvre intime (Galerie d'Art en Marge, Bruxelles)
- 1994
  - « Machinalement », stylos à bille (Le Salon d'Art, Bruxelles)
- 2003
  - « Le Rêve de la Réalité », dessins (Galerie Didier Devillez, Bruxelles)
- 2019
  - « Stéphane Mandelbaum », dessins (Centre Pompidou, Paris)[20]
  - « Stéphane Mandelbaum - The Inner Demons of an 80's Artist », dessin et peinture (Musée Juif de Belgique, Bruxelles)
- 2022
  - « Stéphane Mandelbaum », MUSEUM FÜR MODERNE KUNST (14 April–30 October), Frankfurt [21]

#### Monographies et catalogues
- Catalogue Hugo Godderis, 15 dessins. Textes de Hugo Godderis et Gérard Preszow, 1985.
- Stéphane Mandelbaum, monographie, 42 peintures et dessins, préface par Georges Meurant, Bruxelles, Fondation Stéphane Mandelbaum, 1988 (OCLC 902399906).
- Stéphane Mandelbaum. L'Œuvre intime, sous la direction de Georges Meurant, 77 dessins, Bruxelles, Art en marge, 1988.
- « Stéphane Mandelbaum » in : Georges Meurant, Analogies II, Namur, Province de Namur/Service de la Culture, 1992 (OCLC 901073353).
- Stéphane Mandelbaum. L’Œuvre gravé, texte de Marcel Moreau, Bruxelles, Didier Devillez Éditeur, 1992.
- Stéphane Mandelbaum. Machinalement, texte de Georges Meurant, plaquette pour une exposition, Bruxelles, Le Salon d'Art, 1994.
- Stéphane Mandelbaum. Le Rêve de la Réalité, texte de Georges Meurant, invitation à une exposition, Bruxelles, galerie Didier Devillez, 2003.
- Stéphane Mandelbaum : Une monographie, sous la direction de Bruno Jean, Les Éditions Martin de Halleux, 2022

#### Récits biographiques
- Marcel Moreau, Opéra gouffre ou SM assassiné, 12 dessins de Stéphane Mandelbaum, une gravure d’Arié Mandelbaum, Bruxelles, La Pierre d’Alun, 1988.
- Jerôme Michaud-Larivière, Tête d’homme, Paris, Julliard, 1993 (ISBN 978-2260010272).
- Yves Wellens, Épreuve d’artiste, Waterloo, Renaissance du Livre, coll. « Grand miroir », 2011 (ISBN 978-2507049997).
- Gilles Sebhan, Mandelbaum ou le rêve d’Auschwitz, Les Impressions Nouvelles, 2014 (ISBN 978-2874492150). En couverture une photographie de Stéphane Mandelbaum par Georges Meurant.
- Véronique Sels, Même pas Mort !. Paris, Editions Genèse, 2022, 256 p. (ISBN 978-2-38201-021-1
- Véronique Sels, Portrait de Stéphane Mandelbaum, Bruxelles, Maison CFC, 2024, 144 pages.   (ISBN 978-287572-103-7)

#### Articles
- Georges Meurant, « Retour en avant », dans un dossier consacré à Arié Mandelbaum, Revue et Corrigée, no 16, pp 50-58, Bruxelles, 1984.
- Georges Meurant, « Stéphane Mandelbaum », in : « Être sous le Masque », Cahiers de l'École des Arts d'Ixelles, no 41, Bruxelles, 1989.
- Anne Diatkine, « Mandelbaum, mort à 25 ans », L’Autre Journal, no 3, Paris, juillet-août 1990.
- Georges Meurant, « Stéphane Mandelbaum », L'Œuf sauvage, no 8, Paris, 1993.
- Marcel Moreau, « Stéphane Mandelbaum », Enfers, no 1, Paris, 1994.
- Dessins de garçons, l’attaque du château-fort, dossier coordonné par Georges Meurant et Anne Kellens, comprenant des dessins d’enfance de Stéphane Mandelbaum pp 10, 30-37, 56 et 58. Passages, no 5, Art en marge, Bruxelles, septembre 1996.
- Georges Meurant, « L'Œuvre Dessiné de Stéphane Mandelbaum », in : In het teken van de kunst : x manieren van tekenen in de hedendaagse kunst pp 93-99, Gent : Academia Press, 1997. (OCLC 901153197).
- Nouvelle biographie nationale, Bruxelles, Académie royale de Belgique, 2020.  (ISBN 978-2-8031-0746-9), Volume 15, p. 254-256.

#### Films documentaires
- Gérard Preszow, La Sainteté Stéphane, Cobra Films, Bruxelles, 1993.
- Jean-Pierre Sougy, Mandelbaum, C Productions Chromatiques, 1996   https://www.youtube.com/watch?v=632I4_hNGuM.
- Stéphane Collin, Mad in Polen, portrait de Stéphane Mandelbaum, Jakaranda, 2000.